# The Age
The Age ist eine liberale australische Tageszeitung im Broadsheet-Format, die seit 1854 in Melbourne erscheint. The Age wurde von zwei Geschäftsmännern gegründet, den Brüdern John und Henry Cooke, die in den 1840er Jahren von Neuseeland nach Melbourne übersiedelten. Die erste Ausgabe von The Age erschien am 17. Oktober 1854.
Die Auflage beträgt an Wochentagen durchschnittlich 202.100 Exemplare und erreicht am Samstag 291.000 Exemplare. Die Auflage der sonntäglich erscheinenden The Sunday Age beträgt 228.600. Nach Angaben von The Age beträgt dabei die Reichweite von Montag bis Freitag durchschnittlich 699.000, samstags 919.000 und sonntags 697.000 Leser.

## Geschichte
Die Unternehmung der zwei Geschäftsleute war ursprünglich nicht erfolgreich und sie mussten die Zeitung knapp 2 Jahre später, im Juni 1856 bereits wieder verkaufen. Bei einer Versteigerung erwarben der Journalist Ebenezer Syme und der ebenfalls in Schottland geborene Eisenwarenhändler James McEwan die Zeitung für 2000 Pfund. Die erste Ausgabe unter den neuen Eigentümern erschien am 17. Juni 1856. Ebenezer Syme wurde jedoch bald darauf ins Parlament des Staates Victoria gewählt und sein Bruder David Syme übernahm mehr und mehr die Kontrolle über die Zeitung. Mit dem Tod seines Bruders 1860 wurde er endgültig Geschäftsführer und Chefredakteur, einen Titel, den er selbst jedoch strikt ablehnte, und blieb es bis zu seinem Tod im Jahr 1908. Ihm ist es zu verdanken, dass The Age zur führenden Zeitung in Victoria wurde. Die Auflage übertraf bald die seiner Konkurrenten The Herald und The Argus. Im Jahr 1899 erreichte sie bereits 120.000 Exemplare pro Tag.
Nach dem Tod von David Syme übernahmen seine Söhne die Leitung der Zeitung. Herbert Syme wurde Geschäftsführer und sein Bruder Geoffrey Chefredakteur. Unter ihrer Kontrolle wurde The Age konservativer, so widerstand man bis zum Zweiten Weltkrieg dem Trend auf der Titelseite Fotos abzudrucken. Da es David Symes Söhnen per testamentarischer Verfügung verboten war, Anteile der Zeitung zu verkaufen, um neues Kapital für notwendige Modernisierungen zu beschaffen, nahmen sowohl der politische Einfluss, als auch die Auflagenzahlen in dieser Zeit ab.
Nach dem Tod von Herbert übernahm 1942 Oswald, der letzte Sohn von David Syme, die Leitung der Zeitung. Er führte die überfällige Modernisierung der Zeitung durch und passte die Berichterstattung und das Erscheinungsbild den in dieser Zeit üblichen Standards an. Dies wurde möglich, da ein Gericht auf sein Betreiben hin den letzten Willen von David Syme aufhob. Das ermöglicht es Oswald, Anteile am Unternehmen zu verkaufen und sich so neues Kapital für Investitionen in neue technische Ausrüstung zu beschaffen. Zu diesem Behufe wurde David Symes & Co. an der Börse gelistet. Bis zu seinem Ausscheiden im Jahr 1964 erholte sich The Age finanziell – auch dadurch begünstigt, dass der Konkurrent The Argus 1957 eingestellt wurde. Schon in jener Zeit versuchte die John Fairfax Holding, Eigentümerin unter anderem des Sydney Morning Herald, erstmals The Age zu übernehmen.
Ranald Macdonald, Enkel und Nachfolger von Oswald Symes, führte viele Neuerungen ein, wie zum Beispiel die Sonntags- und Abendausgaben, und stellte mit Graham Perkin erstmals einen Chefredakteur von außerhalb der Familie ein. Perkin transformierte die erzkonservative Zeitung in ein linksliberales Medium, das beispielsweise die Todesstrafe ablehnte und Rassismus thematisierte. Im Wahlkampf von 1972 unterstützte The Age die Australian Labor Party unter Gough Whitlam.
Zwischen 1966 und 1983 übernahm Fairfax sukzessive David Syme and Co. Der Name der nunmehrigen Fairfax-Tochter und damit der der langjährigen Eigentümerfamilie entschwand erst 1999 mit deren Umbenennung in The Age Company Ltd.
Im Januar 1995 war The Age die erste australische Zeitung, die ihre Artikel auch im Internet veröffentlichte.
Am 18. Juni 2012 kündigte Fairfax Media, wie Fairfax Holdings seit einigen Jahren firmiert, an, dass der The Age ab März 2013 im Tabloid-Format, also dem einer klassischen Boulevardzeitung entsprechenden Format erscheinen soll. Auch die Schwesterzeitung The Sydney Morning Herald soll ebenso umgewandelt werden. Die Website von The Age soll zumindest teilweise kostenpflichtig werden. Am selben Tag wurden von Fairfax Media auch die Schließung der beiden größten Druckereien der Gruppe im Melbourner Tullamarine und im Sydneyer Chullora im Juni 2013 sowie die Entlassung von 1900 Mitarbeitern innerhalb der nächsten drei Jahre angekündigt. Diese stehen im Zusammenhang mit dem voranschreitenden Einbruch des traditionellen Finanzierungsmodelles für Printmedien im Zeitalter des Internets.

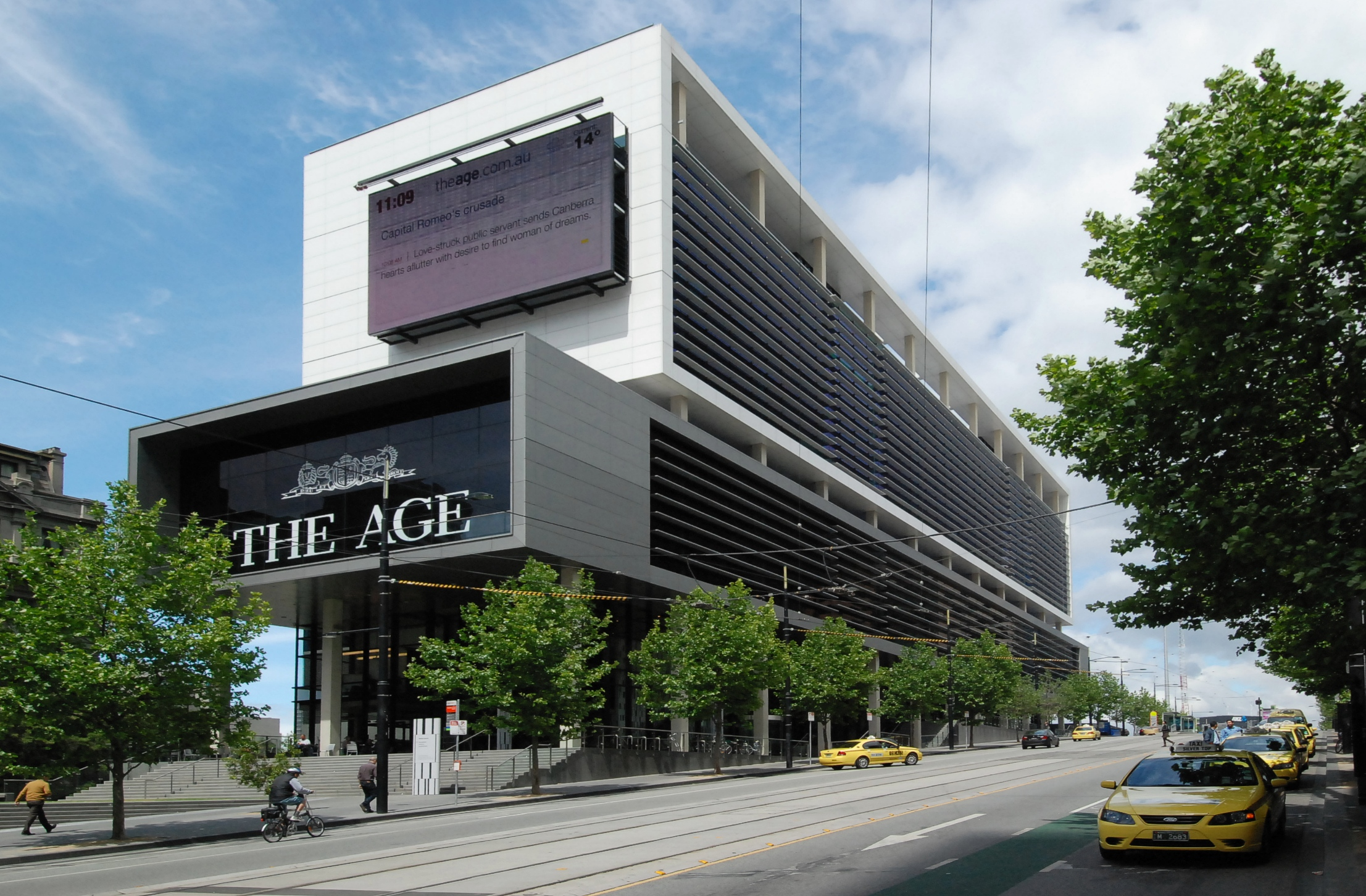
Hauptgebäude in Melbourne